# متروی کیوتو
متروی کیوتو (انگلیسی: Kyoto Municipal Subway) سامانه قطار شهری زیرزمینی در شهر کیوتو، ژاپن است.
این مترو که در سال ۱۹۸۱ تأسیس شده، دارای ۲ خط، ۳۱ ایستگاه و ۳۱/۲ کیلومتر طول می‌باشد.

## نگارخانه

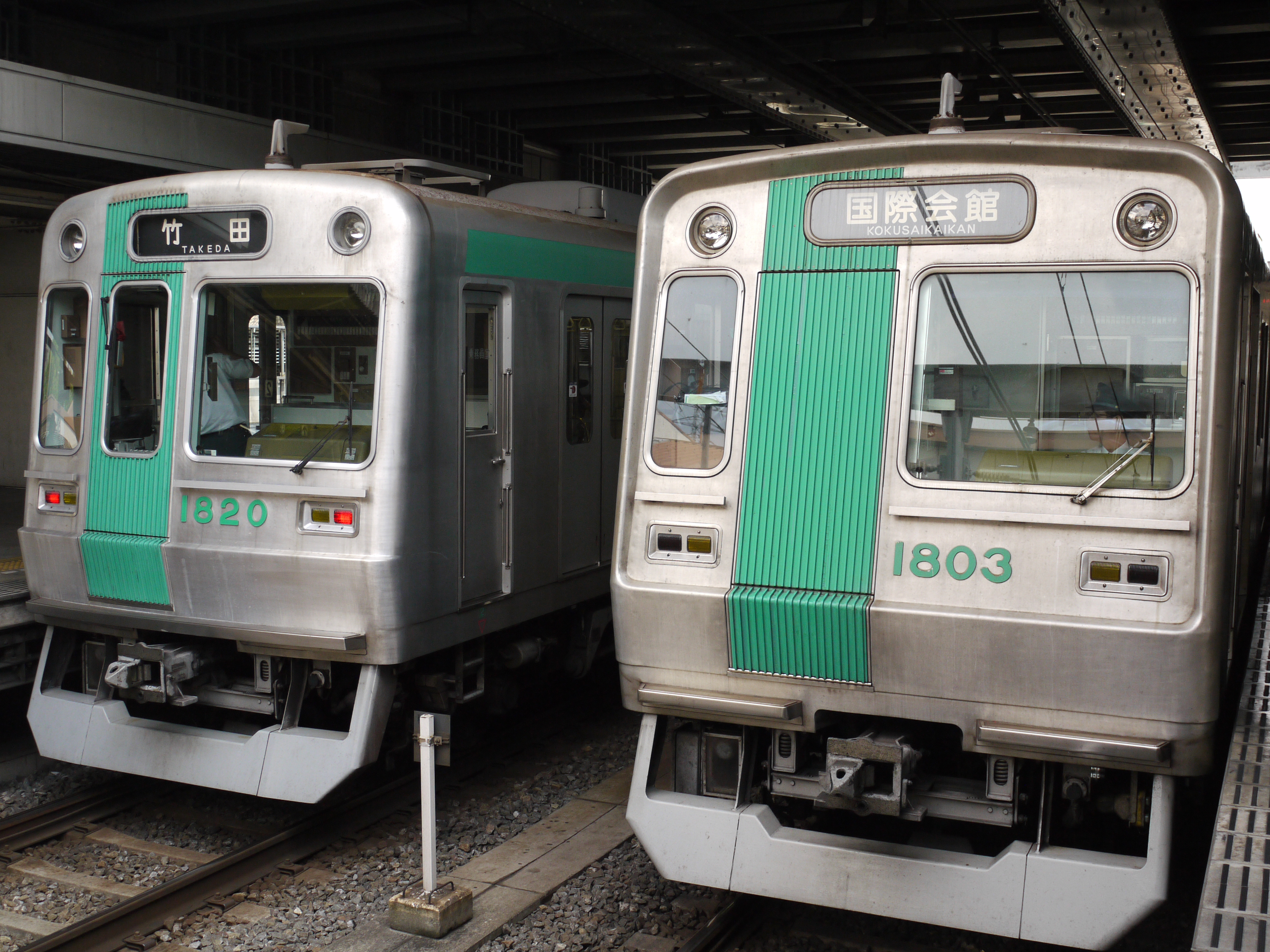
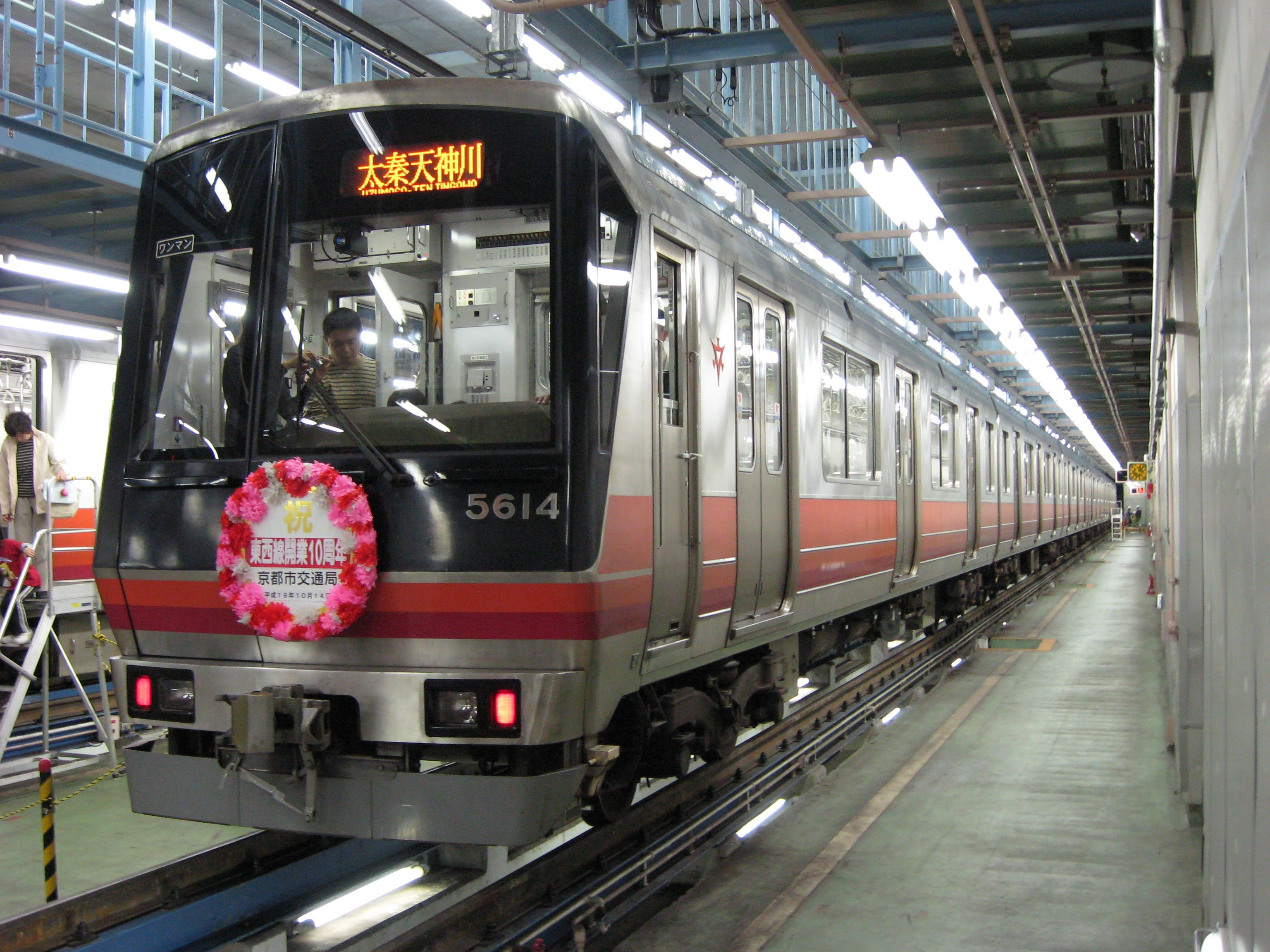
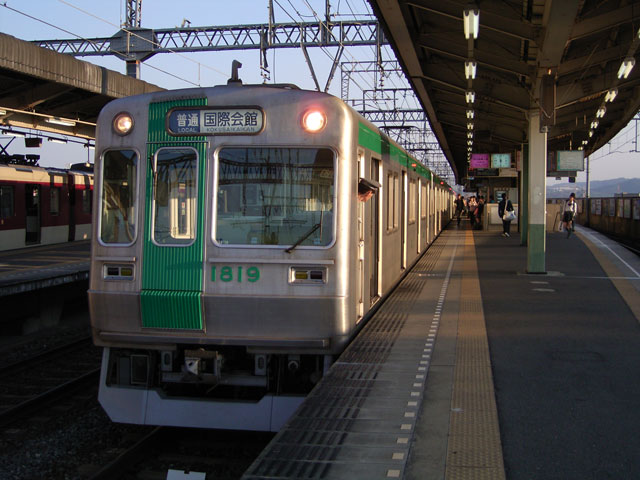
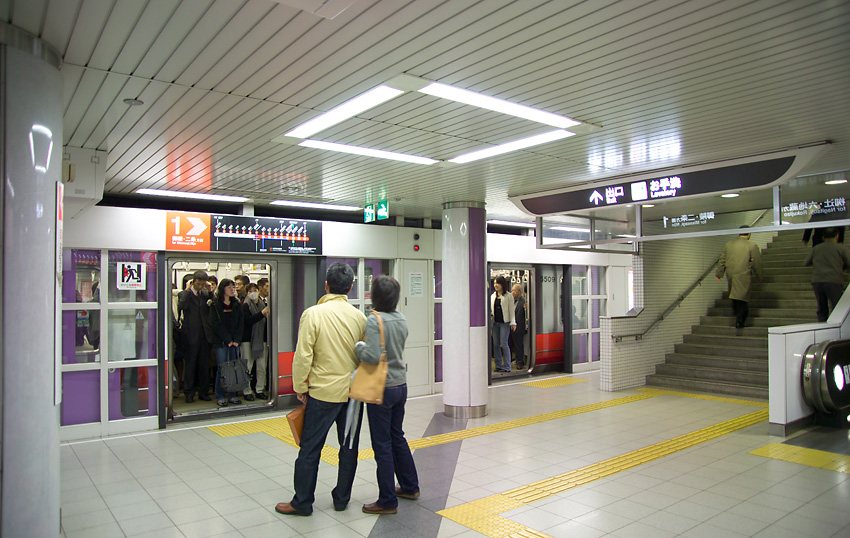
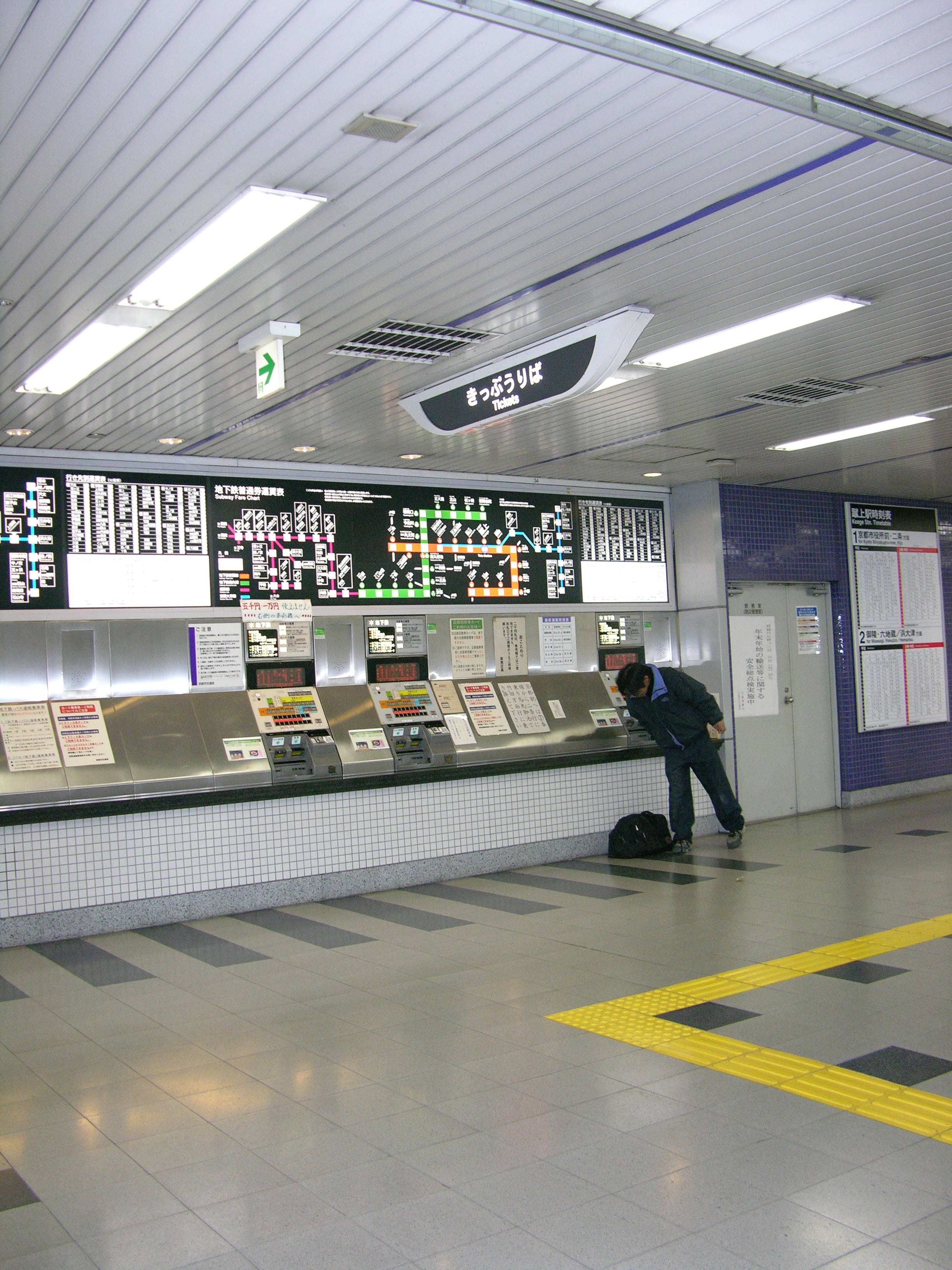